# Joseph Franz Maximilian von Lobkowicz
Joseph Franz Maximilian von Lobkowicz, VII principe Lobkowicz, in italiano Giuseppe Francesco Massimiliano di Lobkowicz (Vienna, 8 dicembre 1772 – Třeboň, 16 dicembre 1816), fu principe di Lobkowicz dal 1784 al 1816.
Divenne particolarmente noto per il suo interesse nei confronti della musica e per essere stato uno dei principali patroni di Ludwig van Beethoven.

## Biografia

### I primi anni

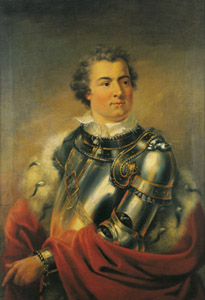
Il principe Lobkowicz in tenuta da parata militare in un ritratto dell'epoca

Nato a Vienna, Joseph Franz Maximilian era figlio di Ferdinand Philipp von Lobkowicz, VI principe di Lobkowicz (1724–1784) e di sua moglie, la principessa Maria Gabriella di Savoia-Carignano (1748–1828). Per parte di sua madre era discendente diretto di re Vittorio Amedeo II di Savoia e della casata dei principi di Savoia-Carignano, oltre ad essere nipote della principessa di Lamballe (confidente della regina Maria Antonietta in Francia e prima di lei barbaramente uccisa a Parigi nel corso della Rivoluzione francese).
All'improvvisa morte di suo padre nel 1784, gli succedette quale principe della casata di Lobkowicz ma la politica protezionista adottata da suo padre in difesa dei possedimenti di famiglia in Slesia che lo aveva portato ad allearsi con Federico II di Prussia contro l'imperatrice Maria Teresa d'Austria nel corso della Guerra di Successione austriaca. Dopo la morte di suo padre, Joseph Franz Maximilian, coadiuvato da sua madre, venne costretto a vendere il ducato di Sagan che la sua famiglia possedeva da oltre un secolo per pagare i debiti nel frattempo accumulati. Il territorio boemo venne venduto al duca di Curlandia per l'incredibile cifra di 1.000.000 di talleri dell'epoca, stanti le grandi ricchezze minerarie che in esso si trovavano.
Nel 1786 Giuseppe II del Sacro Romano Impero, per ricompensare il principe della sua perdita, lo creò duca di Roudnice (Duca di Raudnitz in tedesco, vévoda Roudnický in ceco).

### Patrono della musica

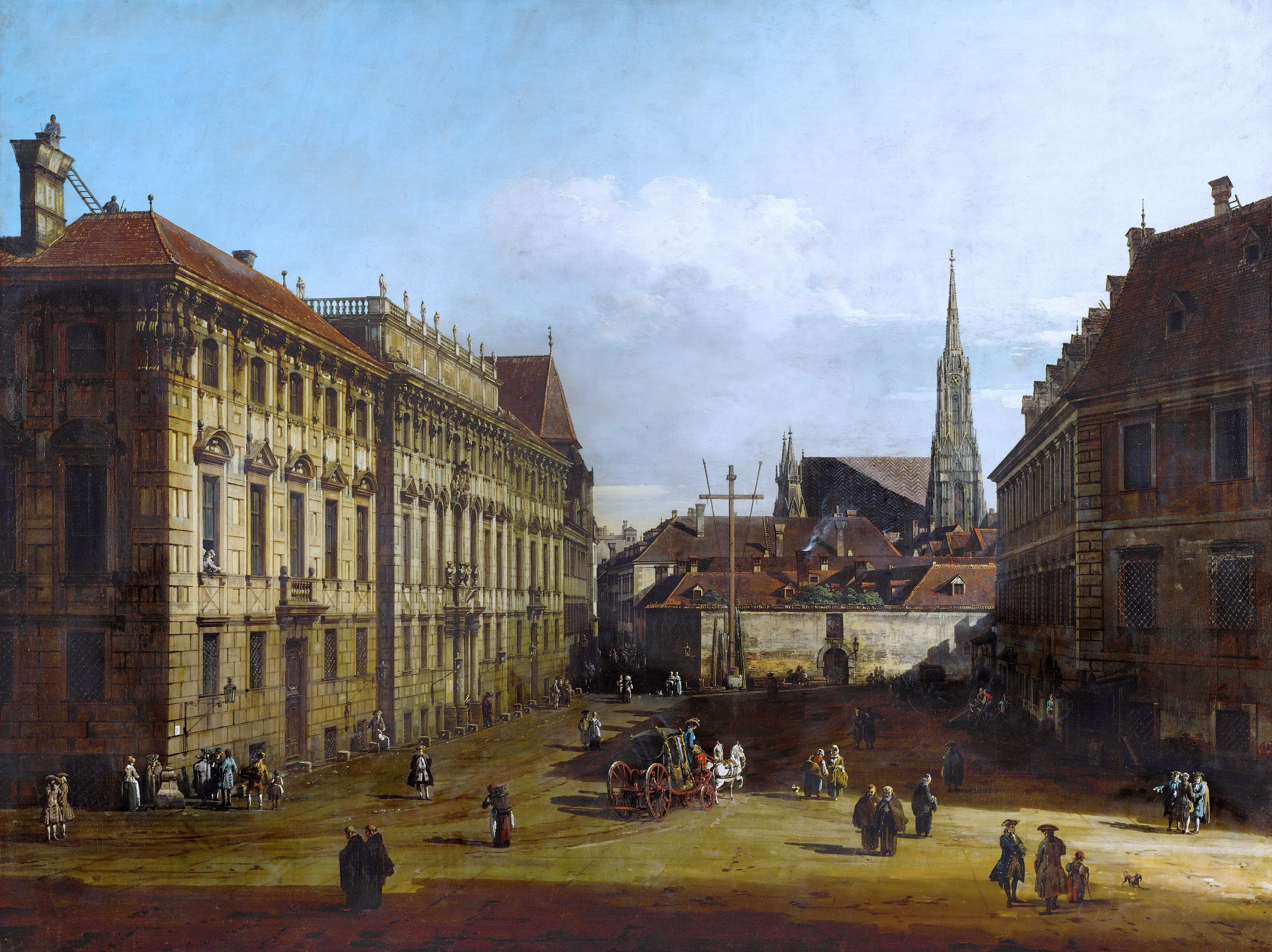
Palazzo Lobkowitz (a sinistra) a Vienna; dipinto del Canaletto, c. 1760

Il principe fu per tutta la sua vita un grande amante della musica e musicista egli stesso, suonando correttamente violino e violoncello oltre ad eccellere nel canto con timbro di basso. La contessa Lulu Thürheim, cognata del principe Razumowsky, disse di lui: "il principe è come un bambino di fronte alla musica di cui va pazzo! Suona musica dalla mattina alla sera e spende una fortuna nei suoi musicisti. Sono innumerevoli i musicisti che hanno accesso alla sua casa, e tutti li tratta regalmente."
Fu membro della Gesellschaft der Associierten, un'importante organizzazione per la sponsorizzazione di concerti pubblici che, tra le altre cose, promosse nel 1798 la première de La Creazione di Joseph Haydn.
Nel 1799, Lobkowitz commissionò un set di sei quartetti per archi allo stesso Haydn. Il compositore era impegnato in altri lavori e minato nella salute, e riuscì a completarne solo due che vennero pubblicati poi come l'Op. 77 del compositore.
Lobkowitz aveva una propria orchestra privata al suo palazzo di Vienna, il Palazzo Lobkowitz; all'ingresso del palazzo, questa orchestra suonò nel 1804 la Sinfonia n. 3 di Beethoven (dedicata al principe), in un'anteprima della prima pubblica.
Nel 1808 Beethoven ottenne l'incarico di maestro di cappella a Cassel, dove Girolamo Bonaparte, re di Vestfalia, teneva la propria corte. Il principe Lobkowitz, assieme all'arciduca Rodolfo Giovanni d'Austria ed al principe Kinsky, riuscirono a persuadere infine Beethoven a rimanere a Vienna offrendogli una pensione annua di 4000 fiorini. Nel 1811 il principe Lobkowitz, nuovamente in difficoltà finanziarie, non riuscì più a stipendiare in maniera continuativa Beethoven e temette quindi di perderlo. Ad ogni modo la situazione si riprese poco dopo e continuò sino alla morte di Beethoven nel 1827 anche tramite i suoi eredi, a dimostrazione del profondo affetto che la famiglia Lobkowicz stessa aveva nei confronti del compositore tedesco.
Beethoven dedicò del resto molti dei suoi lavori al principe: le sue terza, quinta e sesta sinfonie; i suoi Quartetti n. 1-6 e n. 10; il Concerto Triplo ed il ciclo di canzoni An die ferne Geliebte.
Beethoven compose una Cantata per il genetliaco del principe Lobkowitz (WoO 106) per l'amico del compositore, Karl Peters, tutore dei figli del principe, il quale gliela richiese perché la figlia minore del principe la cantasse durante la festa di compleanno del padre nel 1816. Ad ogni modo, il principe era troppo malato all'epoca e morì alcuni giorni dopo la fine della composizione, prima del suo compleanno.
Joseph Franz Maximilian si spense infatti nel 1816 a Třeboň nella Boemia Meridionale, e venne sepolto a Roudnice nad Labem.

## Matrimonio e figli
Nel 1792 Joseph Franz Maximilian sposò la principessa Maria Karolina von Schwarzenberg; la coppia ebbe insieme dodici figli:
- Marie-Gabrielle (1793-1863), sposò il principe Vincenz von Auersperg (1790-1812)
- Marie Eleonore Karolina (1795-1867/76), sposò il principe Weriand zu Windisch-Grätz (1790-1867)
- Ferdinand Joseph Johann Nepomuk (1797-1868), VIII principe di Lobkowicz, duca di Raudnitz, sposò la principessa Maria del Liechtenstein
- Johann Nepomuk Karl Philipp (1799-1878), sposò la contessa Caroline von Wrbna und Freudenthal
- Therese Karoline Sidonie (1800-1868)
- Maria Pauline (nata e morta nel 1801)
- Joseph Franz Karl (1803-1875), generale di cavalleria, sposò in prime nozze la principessa Antonie Kinsky von Wchinitz und Tettau (1815-1835), poi la principessa Maria Sidonia von Lobkowicz (1828-1917)
- Karl Johann (1804-1806)
- Ludwig Jan Karel Alois (1807-1882), capitano di cavalleria, sposò la principessa Leopoldina del Liechtenstein (1815-1899)
- Anna Marie Terezie (1809-1881), sposò il conte Franz Ernst von Harrach zu Rohrau und Thannhausen (1799-1884)
- Sidonia Karolina (1812-1880), sposò il conte Leopold Pálffy-Daun de Erdöd (1807-1900)
- Karl Johann Josef (1814-1879), consigliere privato, stadholder della Bassa Austria (1858-60), Moravia (1860), Tirolo e Vorarlberg (1861-66), sposò Julia von Redwitz-Wildenroth (1840-1895)

## Albero genealogico
|                                                                 |                                       |                                                       | Genitori                                                                           |  |  | Nonni |  |  | Bisnonni                                                  |  |  | Trisnonni                                               |  |
|                                                                 |                                       |                                                       |                                                                                    |  |  |       |  |  | Ferdinand August von Lobkowicz, III principe di Lobkowicz |  |  | Wenzel Eusebius von Lobkowicz, II principe di Lobkowicz |  |
|                                                                 |                                       |                                                       |                                                                                    |  |  |       |  |  | Ferdinand August von Lobkowicz, III principe di Lobkowicz |  |  | Wenzel Eusebius von Lobkowicz, II principe di Lobkowicz |  |
|                                                                 |                                       | Sofia Augusta del Palatinato-Sulzbach                 |                                                                                    |  |  |       |  |  | Ferdinand August von Lobkowicz, III principe di Lobkowicz |  |  |                                                         |  |
| Philipp Hyazint von Lobkowicz, IV principe di Lobkowicz         |                                       |                                                       |                                                                                    |  |  |       |  |  | Ferdinand August von Lobkowicz, III principe di Lobkowicz |  |  |                                                         |  |
|                                                                 |                                       | Claudia Francesca di Nassau-Hadamar                   | Maurizio Enrico di Nassau-Hadamar                                                  |  |  |       |  |  |                                                           |  |  |                                                         |  |
|                                                                 |                                       | Claudia Francesca di Nassau-Hadamar                   | Maurizio Enrico di Nassau-Hadamar                                                  |  |  |       |  |  |                                                           |  |  |                                                         |  |
|                                                                 |                                       | Claudia Francesca di Nassau-Hadamar                   | Ernestina Carlotta di Nassau-Siegen                                                |  |  |       |  |  |                                                           |  |  |                                                         |  |
| Ferdinand Philipp von Lobkowicz, VI principe di Lobkowicz       |                                       | Claudia Francesca di Nassau-Hadamar                   |                                                                                    |  |  |       |  |  |                                                           |  |  |                                                         |  |
|                                                                 |                                       | Michael Ferdinand von Althann, conte di Althann       | Michael Wenzel von Althann, conte di Althann                                       |  |  |       |  |  |                                                           |  |  |                                                         |  |
|                                                                 |                                       | Michael Ferdinand von Althann, conte di Althann       | Michael Wenzel von Althann, conte di Althann                                       |  |  |       |  |  |                                                           |  |  |                                                         |  |
|                                                                 |                                       | Michael Ferdinand von Althann, conte di Althann       | Anna Maria Elisabeth d'Aspremont-Lynden, contessa di Reckheim e d'Aspremont-Lynden |  |  |       |  |  |                                                           |  |  |                                                         |  |
| Anna Maria Wilhelmina von Althann                               |                                       | Michael Ferdinand von Althann, conte di Althann       |                                                                                    |  |  |       |  |  |                                                           |  |  |                                                         |  |
|                                                                 |                                       | Maria Eleonore Lazansky, contessa Lazansky von Bukowa | Karl Maximilian Lazansky, conte Lazansky von Bukowa                                |  |  |       |  |  |                                                           |  |  |                                                         |  |
|                                                                 |                                       | Maria Eleonore Lazansky, contessa Lazansky von Bukowa | Karl Maximilian Lazansky, conte Lazansky von Bukowa                                |  |  |       |  |  |                                                           |  |  |                                                         |  |
|                                                                 |                                       | Maria Eleonore Lazansky, contessa Lazansky von Bukowa | Anna Elisabeth von Spandko, baronessa von Spandko                                  |  |  |       |  |  |                                                           |  |  |                                                         |  |
| Joseh Franz Maximilian von Lobkowicz, VII principe di Lobkowicz |                                       | Maria Eleonore Lazansky, contessa Lazansky von Bukowa |                                                                                    |  |  |       |  |  |                                                           |  |  |                                                         |  |
|                                                                 | Vittorio Amedeo I di Savoia-Carignano | Emanuele Filiberto di Savoia-Carignano                |                                                                                    |  |  |       |  |  |                                                           |  |  |                                                         |  |
|                                                                 | Vittorio Amedeo I di Savoia-Carignano | Emanuele Filiberto di Savoia-Carignano                |                                                                                    |  |  |       |  |  |                                                           |  |  |                                                         |  |
|                                                                 | Vittorio Amedeo I di Savoia-Carignano | Maria Caterina d'Este                                 |                                                                                    |  |  |       |  |  |                                                           |  |  |                                                         |  |
| Luigi Vittorio di Savoia-Carignano                              | Vittorio Amedeo I di Savoia-Carignano |                                                       |                                                                                    |  |  |       |  |  |                                                           |  |  |                                                         |  |
|                                                                 |                                       | Maria Vittoria Francesca di Savoia                    | Vittorio Amedeo II di Savoia                                                       |  |  |       |  |  |                                                           |  |  |                                                         |  |
|                                                                 |                                       | Maria Vittoria Francesca di Savoia                    | Vittorio Amedeo II di Savoia                                                       |  |  |       |  |  |                                                           |  |  |                                                         |  |
|                                                                 |                                       | Maria Vittoria Francesca di Savoia                    | Giovanna Battista d'Albert de Luynes                                               |  |  |       |  |  |                                                           |  |  |                                                         |  |
| Gabriella di Savoia-Carignano                                   |                                       | Maria Vittoria Francesca di Savoia                    |                                                                                    |  |  |       |  |  |                                                           |  |  |                                                         |  |
|                                                                 |                                       | Ernesto Leopoldo d'Assia-Rheinfels-Rotenburg          | Guglielmo d'Assia-Rotenburg                                                        |  |  |       |  |  |                                                           |  |  |                                                         |  |
|                                                                 |                                       | Ernesto Leopoldo d'Assia-Rheinfels-Rotenburg          | Guglielmo d'Assia-Rotenburg                                                        |  |  |       |  |  |                                                           |  |  |                                                         |  |
|                                                                 |                                       | Ernesto Leopoldo d'Assia-Rheinfels-Rotenburg          | Maria Anna di Löwenstein-Wertheim                                                  |  |  |       |  |  |                                                           |  |  |                                                         |  |
| Cristina Enrichetta d'Assia-Rheinfels-Rotenburg                 |                                       | Ernesto Leopoldo d'Assia-Rheinfels-Rotenburg          |                                                                                    |  |  |       |  |  |                                                           |  |  |                                                         |  |
|                                                                 |                                       | Eleonora Maria Anna di Löwenstein-Wertheim-Rochefort  | Massimiliano Carlo Alberto di Löwenstein-Wertheim-Rochefort                        |  |  |       |  |  |                                                           |  |  |                                                         |  |
|                                                                 |                                       | Eleonora Maria Anna di Löwenstein-Wertheim-Rochefort  | Massimiliano Carlo Alberto di Löwenstein-Wertheim-Rochefort                        |  |  |       |  |  |                                                           |  |  |                                                         |  |
|                                                                 |                                       | Eleonora Maria Anna di Löwenstein-Wertheim-Rochefort  | Polissena Maria di Lichtenberg und Belasi                                          |  |  |       |  |  |                                                           |  |  |                                                         |  |
|                                                                 |                                       | Eleonora Maria Anna di Löwenstein-Wertheim-Rochefort  |                                                                                    |  |  |       |  |  |                                                           |  |  |                                                         |  |